# Thionne
Thionne é uma comuna francesa na região administrativa de Auvérnia-Ródano-Alpes, no departamento Allier. Estende-se por uma área de 25,92 km². Em 2010 a comuna tinha 311 habitantes (densidade: 12 hab./km²).